# Glaciar Adams (Tierra de Victoria)
El glaciar Adams de la Tierra de Victoria (78°7′S 163°38′E / -78.117, 163.633) es un pequeño glaciar que se encuentra inmediatamente al sur del glaciar Miers en la tierra de Victoria, Antártida.
Las cabezas de los glaciares Adams y Miers, se encuentran ubicadas en el valle Miers, y están separadas por una formación rocosa baja, y el extremo este de esta formación se encuentra casi totalmente rodeado por los snouts de los dos glaciares, que casi se encuentran al fondo del valle, a unos 1.5 km sobre el lago Miers, hacia el cual drenan. Fue nombrado por el Grupo de Relevamiento del Norte de Nueva Zelandia de la Commonwealth Trans-Antarctic Expedition (1956–58) en honor al teniente Jameson Adams, segundo al mando del grupo costero de la British Antarctic Expedition (1907–09), quien fue uno de los hombres que acompañaron a Ernest Shackleton hasta 150 km del Polo Sur.